# Liste von Schiffen der litauischen Marine

Seekriegsflagge der litauischen Marine

Diese Liste enthält Kriegsschiffe der litauischen Marine. Die Liste ist nach Schiffstypen und -klassen geordnet, hinter deren Namen jeweils eine Schiffsliste dieser Klasse folgt. Frühere Namen und Kennungen sind in Klammern hinter die gültigen Namen und Kennungen in der Klasse gesetzt.
In Dienst befindliche Schiffstypen und -klassen bzw. Einheiten sind blau unterlegt.

## Patrouilleneinheiten
| Patrouilleneinheiten                                       | Patrouilleneinheiten  | Patrouilleneinheiten                                                                    | Patrouilleneinheiten                          | Patrouilleneinheiten               | Patrouilleneinheiten |
| Klasse                                                     | Schiffe               | Schiffe                                                                                 | Schiffe                                       | Typ                                | Bild                 |
| Klasse                                                     | Kennung               | Name                                                                                    | Dienstzeit00                                  | Typ                                | Bild                 |
| ---------------------------------------------------------- | --------------------- | --------------------------------------------------------------------------------------- | --------------------------------------------- | ---------------------------------- | -------------------- |
| Minensuchboot 1916                                         |                       | Prezidentas Smetona (ex-M 59)                                                           | 1927–1940                                     | Ausbildungs- und Patrouillenschiff |                      |
| Projekt 1124 (Grischa-III-Klasse)                          | F11 0 F12             | Žemaitis (ex-Komsomolets Latviy) Aukštaitis (ex-MPK-44)                                 | 1992–2008 0 1992–2010                         | U-Jagdkorvette                     |                      |
| Storm-Klasse                                               | P31 0 P32 0 P33       | Dzūkas (ex-Kjekk) Sėlis (ex-Skudd) Skalvis (ex-Steil)                                   | 1995–2007 0 2001–2017 0 2001–2011             | Schnellboot                        |                      |
| Flyvefisken-Klasse                                         | P11 0 P12 0 P14 0 P15 | Žemaitis (ex-Flyvefisken) Dzūkas (ex-Hajen) Aukštaitis (ex-Lommen) Sėlis (ex-Havkatten) | seit 2008 0 seit 2009 0 seit 2010 0 seit 2017 | Patrouillenboot                    |                      |
| Common Future Multipurpose Attack Craft (Watercat M18 AMC) |                       | Namenlos                                                                                | 2025 bestellt                                 | Mehrzweck-Kampfboot                | Beispielbild         |

## Minenabwehreinheiten
| Minenabwehrfahrzeuge | Minenabwehrfahrzeuge | Minenabwehrfahrzeuge                          | Minenabwehrfahrzeuge  | Minenabwehrfahrzeuge | Minenabwehrfahrzeuge |
| Klasse               | Schiffe              | Schiffe                                       | Schiffe               | Typ                  | Bild                 |
| Klasse               | Kennung              | Name                                          | Dienstzeit00          | Typ                  | Bild                 |
| -------------------- | -------------------- | --------------------------------------------- | --------------------- | -------------------- | -------------------- |
| Lindau-Klasse        | M52 0 M51            | Sūduvis (ex-Koblenz) Kuršis (ex-Marburg)      | 1999–2021 0 2000–2017 | Küstenminensuchboot  |                      |
| Hunt-Klasse          | M53 0 M54            | Skalvis (ex-Cottesmore) Kuršis (ex-Dulverton) | seit 2011 0 seit 2011 | Minenjagdboot        |                      |

## Hilfsschiffe
| Hilfsschiffe             | Hilfsschiffe | Hilfsschiffe                  | Hilfsschiffe | Hilfsschiffe                    | Hilfsschiffe |
| Klasse                   | Schiffe      | Schiffe                       | Schiffe      | Typ                             | Bild         |
| Klasse                   | Kennung      | Name                          | Dienstzeit00 | Typ                             | Bild         |
| ------------------------ | ------------ | ----------------------------- | ------------ | ------------------------------- | ------------ |
| Valerian Uryvayev-Klasse | A41          | Vėtra (ex-Rudolf Samoylovich) | 1992–2007    | Versorgungsschiff               |              |
|                          | H21          | Vilnelė                       | seit 1992    | Hafenkutter                     |              |
|                          | H22          | Atlas                         | seit 2000    | Hafenschlepper                  |              |
|                          | H23          | Lokys                         | 2005–2015    | Hafenkutter                     |              |
| Vidar-Klasse             | N42          | Jotvingis (ex-Vidar)          | seit 2006    | Kommando- und Versorgungsschiff |              |
|                          | PSL          | Šakiai                        | seit 2009    | SAR-Schiff                      |              |
| Damen ASD Tug 3010 ICE   | H24          | Lokys                         | seit 2025    | Hafenschlepper                  |              |